# 富什朗
富什朗（法語：Foucherans，法語發音：[fuʃʁɑ̃]）是法国汝拉省的一个市镇，属于多勒区。

## 地理
富什朗（47°4'55"N, 5°27'13"E）面积7.7 平方千米，位于法国勃艮第-弗朗什-孔泰大區汝拉省，该省份为法国东部内陆省份，北起上索恩省，西北接科多尔省，西临索恩-卢瓦尔省，南至安省，东与杜省和瑞士接壤。
与富什朗接壤的市镇（或旧市镇、城区）包括：尚旺、舒瓦塞、当帕里、多勒。

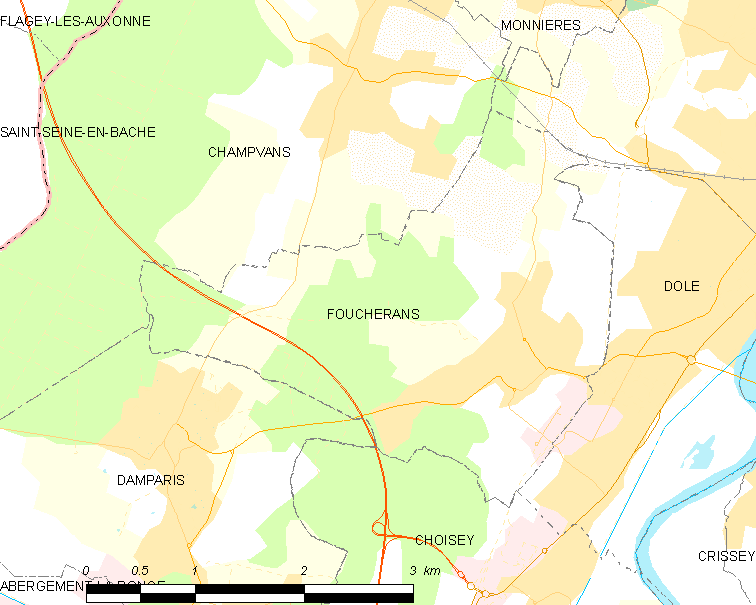
富什朗的OSM定位图

富什朗的时区为UTC+01:00、UTC+02:00（夏令时）。

## 行政
富什朗的邮政编码为39100，INSEE市镇编码为39233。

## 政治
富什朗所属的省级选区为多勒第一县。

## 人口

1962-2008年间富什朗人口变化图示

富什朗于2022年1月1日时的人口数量为2286人。